# Jiana
Jiana est une commune roumaine du județ de Mehedinți, dans la région historique de l'Olténie et dans la région de développement du Sud-Ouest.

## Géographie
La commune de Jiana est située dans le sud du județ, dans la plain d'Olténie (Câmpia Oltenie), à 32 km au sud de Drobeta Turnu-Severin, la préfecture du județ.
Elle est composée des cinq villages suivants (population en 2002) :
- Cioroboreni (945) ;
- Dânceu (1 339) ;
- Jiana (792), siège de la municipalité ;
- Jiana Mare (914);
- Jiana Veche 1 101).

## Histoire
La commune a fait partie du royaume de Roumanie dès sa création en 1878.

## Religions
En 2002, 97,01 % de la population étaient de religion orthodoxe et 2,78 % étaient pentecôtistes.

## Démographie
En 2002, les Roumains représentaient 86,28 % de la population totale et les Tsiganes 13,63 %. la commune comptait 2 080 ménages et 2 094 logements.
| 2002  | 2007  |
| ----- | ----- |
| 5 091 | 4 859 |

## Économie
L'économie de la commune repose sur l'agriculture (maraîchage, vergers de pommiers) et sur l'élevage.